# Jakob Friedrich Kolb
Jakob Friedrich Kolb (* 1748 in Göppingen; † 16. Mai 1813 in Kornelimünster) war ein deutscher Textilunternehmer und erster Maire der Stadt Aachen.

## Leben und Wirken
Jakob Friedrich Kolb wurde in Göppingen 1748 geboren. Er stammte aus einer württembergisch-protestantischen Familie, welche viele Theologen hervorgebracht hatte. Sein Bruder war Eberhard David Kolb, evangelischer Pfarrer in Feudenstein bei Maulbronn, dessen einziger Sohn, Johann Gottfried Kolb, 1797 Compagnon seines Onkels Jakob Friedrich und nach dessen Tod 1813 sein Nachfolger wurde. 
Von Wanderlust getrieben, ließ sich Jakob Friedrich Kolb schließlich in Aachen nieder und gründete dort 1779 eine Tuchfabrik. 1787 erhielt er das Bürgerrecht der Stadt Aachen und wird als Tuchhändler bezeichnet. Bereits wenige Jahre später, und zwar im Jahre 1794, und nach der endgültigen Einnahme Aachens durch die französische Armee, war Kolb Mitglied des ersten zehnköpfigen Munizipalrats von Aachen. 1798 wurde er zum Präsidenten der Kantonsmunizipalität gewählt. Kolb, aus württembergisch protestantischer Familie und Mitglied der Aachener Freimaurer, galt als Repräsentant des personellen und politischen Umbruchs nach jahrelanger Vetternwirtschaft und Anarchie im Rahmen der Aachener Mäkelei.
Nach Einführung des hierarchisch-zentralistischen Präfektursystems am 14. Mai 1800 wurde Kolb zum ersten Maire der Mairie Aix-la-Chapelle ernannt und 1802 durch Wahl bestätigt. Im Jahr 1804 trat er nicht mehr zur Wiederwahl an und wurde von Kaiser Napoléon Bonaparte noch am selben Tag zum Präfekturrat ernannt.
Wie auch seine Nachfolger im Amt des Maire, Johann Wilhelm Gottfried von Lommessem und Cornelius von Guaita, gehörte Kolb zu den bedeutenden Notabeln des Département de la Roer, die Adel und Bürgertum als Grundsäule der französischen Gesellschaft in den neuen Staat integrieren sollten. Kennzeichnend für diese Notabeln war bedeutendes Privat- und Firmenvermögen sowie Landbesitz. Kolb zählte trotz seines späten Zuzugs zu den reichsten Bürgern Aachens und besaß ein für damalige Zeit beachtliches Vermögen von 300.000 Francs. Darüber hinaus wurde er 1802 in der Liste der Aachener Hirschschützen aufgeführt, zu der zahlreiche Repräsentanten der neuen Elite gehörten und die das Bogenschießen betrieben.
Jakob Friedrich Kolb nahm 1797 seinen Neffen Johann Gottfried Kolb (1772–1835), welcher ebenfalls aus dem Schwäbischen nach Aachen ausgewandert war, in die Tuchmanufaktur auf und heiratete die Aachener Apothekerswitwe NN Coelln, welche eine zwölfjährige Tochter namens Juliane Maria Coelln in ihre zweite Ehe mitbrachte. Juliane Maria Coelln heiratete später den Neffen, Compagnon und Erben ihres Stiefvaters Johann Gottfried Kolb. Söhne aus dieser Ehe (neben weiteren Kindern) waren der Bankier und Konsul Karl von Kolb und der Jurist und Vedutenzeichner Ludwig Kolb.
1807 ersteigerte Jakob Friedrich Kolb die erst kurz vorher säkularisierte Reichsabtei Kornelimünster nebst dazugehörigen Grundstücken für 45.000 Franc und richtete seine Tuchfabrik dort neu ein. Entscheidend dürfte der geringe Preis der Gebäude und der Expansionsdrang des Unternehmens gewesen sein. Nach Jakob Friedrich Kolbs Tod übernahm sein Neffe Johann Gottfried die Fabrik, der sie seinerseits 1822 aufgab und dem Inhaber der Aachener Spinnerei Startz, Gotthard Startz, übertrug. Dessen gleichnamiger Sohn führte sie noch bis zu seinem plötzlichen Unglückstod im Jahr 1870 fort und die Erben Startz verkauften schließlich im Jahr 1874 die Gebäude an den preußischen Staat, der dort ein katholisches Lehrerseminar einrichtete.